# Guillaume de Pouille
Pour les articles homonymes, voir Apulien.
Ne doit pas être confondu avec Guillaume d'Apulie.
 (février 2019).
Si vous disposez d'ouvrages ou d'articles de référence ou si vous connaissez des sites web de qualité traitant du thème abordé ici, merci de compléter l'article en donnant les références utiles à sa vérifiabilité et en les liant à la section « Notes et références ».
Guillaume de Pouille (en latin, Guillelmus Apuliensis ; en italien, Guglielmo di Puglia ; parfois appelé « Apulien ») est un poète et un chroniqueur de la fin du XIe siècle, auteur d'un ouvrage en cinq livres rédigé vraisemblablement dans les années 1090 et intitulé De Gesta Roberti Wiscardi (Actions d'éclat de Robert Guiscard), une source précieuse concernant l'aventure des Normands dans l'Italie méridionale du XIe siècle.

## Biographie
Guillaume de Pouille, natif d'Apulie, est peut-être d'origine normande mais pour certains historiens comme Ferdinand Chalandon, cette origine est peu probable car, à plusieurs reprises, il raille l'avarice des conquérants normands. Son prénom, Guillaume, est au moment de sa naissance vers le milieu du XIe siècle, peu répandu dans le sud de l'Italie où les prénoms sont essentiellement d'origines lombarde, grecque et latine ; il est en revanche très populaire parmi les Normands. Cependant, on ne sait rien de son identité. Pour Odon Delarc, Guillaume était Normand ou d'origine normande. Selon Kenneth Baxter Wolf (en), Guillaume était un Lombard,.
Dans son ouvrage, dédié au duc Roger Borsa, Guillaume nous décrit, du point de vue de l'Apulie normande, outre les faits guerriers des Normands, leurs rapports avec les Langobardi, c'est-à-dire les Lombards du sud de l'Italie, les Byzantins, et la Papauté.
Guillaume imite les poètes de l'Antiquité classique tout en faisant preuve d'une réelle objectivité d'historien pour raconter les péripéties des Normands. Il cherche, dans son œuvre, à exalter la famille normande des Hauteville en célébrant les exploits du plus illustre des fils de Tancrède de Hauteville, Robert Guiscard, dont les aventures en Italie s'étalent sur près de 40 ans (v. 1047-1085). Il démontre également que le pouvoir des Normands, acquis par la force, est légitime puisque le remplacement des Grecs par les Normands sur le sol italien est conforme au plan de la Providence divine. De plus, les Normands détestent les Grecs, considérés comme étant « lâches », « mous », « efféminés », tandis que les Lombards sont souvent qualifiés de « perfides » (genus semper perfidissimum) et de « craintifs » (genus formidolosissimum) de la part de leurs détracteurs. Enfin, selon Guillaume de Pouille, la décadence des Grecs s’explique du fait « …qu’ils négligent la guerre, mènent une vie oisive et, pris aux vains attraits de la mollesse, se déshonorent par une inertie honteuse… » (contrairement aux Normands évidemment, selon Guillaume de Pouille) ; les Normands (comme plus tard les Croisés) associent en effet « la mollesse et la paresse des Grecs au raffinement excessif de leur civilisation ; le luxe et le confort, mènent à une vie trop facile, qui retirent aux Grecs leur valeur, leur force et leur virilité ».
Si Guillaume de Pouille essaye de rester le plus objectif possible, on peut néanmoins remarquer sa mise en avant des Normands, tentant de légitimer leur prise de pouvoir en Italie du Sud et en Sicile.

## Œuvre
- (la) Gesta Roberti Wiscardi [lire en ligne].